# آویپتادیل
آویپتادیل (به انگلیسی: Aviptadil) یک داروی آنالوگ پپتید وازواکتیو روده‌ای (VIP) است که برای درمان اختلال نعوظ استفاده می‌شود و بر اساس کارهای دکتر سامی سعید در دانشگاه استونی بروک برای یافتن داروی بیماری‌های ریوی توسعه داده شده است.
این دارو با همکاری شرکت دارویی سوئیسی «ریلیف» و شرکت اسرائیلی-آمریکایی «نورو. آر. ایکس» تولید و معلوم شده که اثر محافظتی بر روی ریه‌ها هم دارد. این دو شرکت مدعی‌اند که این دارو، اثر مهاری بر روی سیتوکین‌های التهابی دارند و از سلول‌های «سلول نوع دو کیسه هوایی» که برای تبادل اکسیژن ضروری‌اند، محافظت می‌کنند. این سلول‌ها یکی از اهداف ویروس کرونا در ریه‌ها به شمار می‌روند. به همین سبب سازمان غذا و داروی ایالات متحده آمریکا مجوز تسریع‌شدهٔ موقتی را برای انجام کارآزمایی بالینی و همچنین درمان «دیسترس حاد تنفسی» با این دارو صادر نموده و هم‌اکنون (اوت ۲۰۲۰)، فاز ۲/۳ آن با ۷۰ بیمار در حال انجام است. همچنین سازمان غذا و داروی آمریکا اجازه داده که این دارو در بیماران بسیار بدحال مورد استفاده واقع شود که نتایج آن بسیار امیدوارکننده بوده‌است. با این حال لازم است پژوهش‌های مستقلِ بیشتری دربارهٔ اثربخشیِ این دارو انجام شود.